# Давид Манга
Давид Манга (фр. David Manga; Париз, 3. фебруар 1989.) је фудбалер из Централноафричке Републике који игра на позицији левог крила.

## Каријера
Манга је прошао млађе категорије Пари Сен Жермена. Сениорску каријеру је почео у Ајзенштату где је играо трећу лигу Аустрије.
Након годину дана и само три одиграна меча прешао је 2008. у Минхен 1860 где је играо три сезоне за њихов други тим у четвртој лиги Немачке.
Манга је 15. августа 2011, након пробног периода потписао уговор са ФК Партизаном. За Партизан је дебитовао у купу Србије када је у мечу против Новог Пазара ушао у 73. минуту уместо Саше Илића.

## Репрезентација
Дебитовао је за репрезентацију Централноафричке Републике 10. октобра 2010. године против Алжира у квалификацијама за Афрички Куп Нација 2012. године.

### Приватно
Манга је рођен у Паризу 1989. године. Отац му је из Централноафричке Републике а мајка из Камеруна.